# Gjelsvik Spur
Der Gjelsvik Spur ist ein Felssporn in der antarktischen Ross Dependency. Im Butcher Ridge der Cook Mountains ragt er 3 km nordwestlich des Mount Ayres auf.
Das Advisory Committee on Antarctic Names benannte ihn 2001 nach dem US-amerikanischen Geophysik Per Gjelsvik von der University of Wisconsin–Madison, der zwischen 1963 und 1964 an aeromagnetischen Vermessungsarbeiten des an das Ross-Schelfeis angrenzenden Gebiets des Transantarktischen Gebirges beteiligt war.